# Leptictidium auderiense
Leptictidium auderiense es una especie extinta de mamífero euterio del género Leptictidium.
Fue descrita por Heinz Tobien en 1962 a partir de una serie de fósiles del Lutetiano (Eoceno inferior). Tobien también encontró un esqueleto que definió como el paratipo de la especie, pero en 1985 Storch y Lister demostraron que en realidad el esqueleto no pertenecía ni siquiera al género Leptictidium. Era la especie más pequeña de todo el género y solo medía sesenta centímetros de longitud. Se han hallado varios esqueletos en el sitio fosilífero de Messel. Christian Mathis destacó el excepcional desarrollo del paracónido (o cúspide mesiobucal) del premolar P4 superior. Los molares y premolares eran muy pequeños en relación con el conjunto de la dentición. El nombre de la especie hace referencia a la población romana de Auderia, Dieburg en la actualidad.
L. auderiense fue la primera especie del género en ser descrita. Tobien describió la especie, y junto con ella el género, a partir de un hallazgo inicial consistente en maxilares inferiores excavados de la pizarra bituminosa del sitio fosilífero de Messel. La investigación fue difícil ya que los fósiles descubiertos estaban en unas condiciones tales que dificultaban su extracción del suelo en el que se encontraban, teniendo que fragmentarlos. Después de la descripción de Tobien de un esqueleto como paratipo, cuando se descubrió que ni siquiera pertenecía al género, se descubrieron unos cuantos esqueletos completos, como el ejemplar descubierto por Rainer Springhorn, o el que excavaron Adrian Lister y Gerhard Storch.
Después del descubrimiento de Tobien, pasarían todavía veintitrés años hasta que se describiera una nueva especie del género Leptictidium. Storch y Lister descubrieron la especie L. nasutum en 1985, mucho más grande y robusta que L. auderiense.